# Lampron
Lampron (en armenio: Լամբրոն, en francés: Les Embruns, en turco: Namrun Kalesi) es un castillo cerca de la ciudad de Çamlıyayla en la provincia de Mersin, Turquía. Mientras formaba parte del Reino armenio de Cilicia en la Edad Media, el castillo era conocido como Lampron y era el hogar ancestral de los príncipes armenios hetumianos. Situada en los montes Tauro, la fortaleza custodiada pasa a Tarso y a las Puertas Cilicias.

## Historia y arquitectura
Como muchos castillos en el paisaje montañoso del antiguo Reino armenio de Cilicia, Lampron está situado sobre un pedestal de piedra caliza que en este caso se proyecta desde el extremo sur del Bulgar Dağı. Los armenios se asentaron por primera vez en este sitio bizantino en el tercer cuarto del siglo XI, cuando el emperador bizantino otorgó a Oshin el feudo de Lampron y el título de sebasto. En cincuenta años se convirtió en el asiento ancestral casi inexpugnable de la dinastía hetumiana. Después de varios intentos fallidos (1171, 1176 y 1182), finalmente fue capturada a principios del siglo XIII por el rey rubénida León I a través del subterfugio de casar a su sobrina con uno de los nobles hetumianos. Cuando todos asistieron a la fiesta de bodas en Tarso, el ejército de León invadió el castillo. A principios de la década de 1240 fue el epicentro de una grave revuelta contra el rey armenio, cuando el barón Constantino de Lampron se unió al sultán selyúcida Kaikosru II y atacó al rey Haitón I. El contraataque decisivo fue dirigido por el condestable Simbacio, el barón de Barbaron. Constantino fue capturado y ejecutado por alta traición en 1250. En 1309/1310 funcionó brevemente como prisión para el rey de Chipre, Enrique II. A finales del siglo XIV, una guarnición mameluca ocupó la fortaleza.
El castillo está convenientemente situado en la intersección de tres valles de las Tierras Altas con impresionantes vistas de las carreteras convergentes. También hay intervisibilidad con el castillo de Sinap, seis kilómetros al noreste. Lampron cubre un área de aproximadamente 330 por 150 metros. Hay un desnivel de más de 50 metros hasta el valle de abajo. En el extremo noroeste se ha excavado un foso seco para separar la fortaleza del resto del afloramiento. El castillo está dividido en un pabellón inferior pequeño y esbelto en el sur y el oeste y un pabellón superior masivo al que solo se puede acceder a través de escaleras excavadas en la roca y a través de un estrecho pasaje de entrada giratorio. En los flancos sur y este de la sala superior se encuentran los restos fragmentados de numerosos edificios, muchos de los cuales tienen cimientos cortados directamente en la roca. En el extremo norte se encuentran seis magníficas cámaras abovedadas, dos de las cuales están provistas de casamatas y aspilleras. Estas seis cámaras contiguas están construidas con sillería cuidadosamente tallada. Una pequeña casa de baños del período medieval se encuentra debajo de la sala inferior en el suroeste.

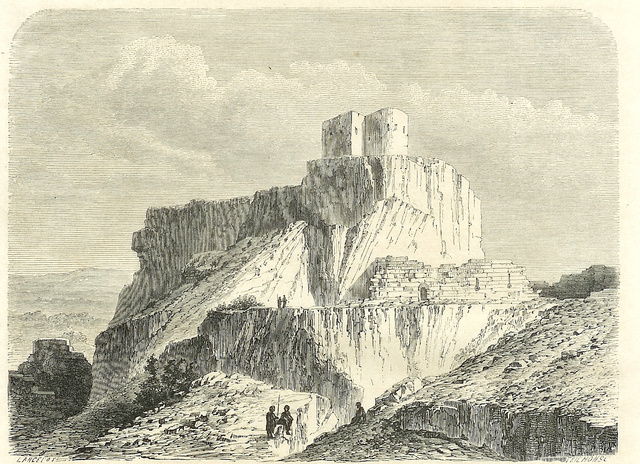
Vista del del castillo de Lampron por Victor Langlois.

## En la cultura popular
El castillo, junto con su vecino castillo de Sinap, ha aparecido en la película Fear Through Eternity de 2013.